# Brudenell
Pour les articles homonymes, voir Brudenell (homonymie).
Brudenell est une ancienne municipalité rurale près des rivières Brudenell et Montague dans le comté de Kings sur l'Île-du-Prince-Édouard, au Canada. Brudenell était situé près de Montague, à 40 km de Charlottetown. Il y avait 356 habitants en 1996.
Pour Statistique Canada, Brudenell fait partie du Lot 52 qui comptait 823 habitants en 2006.
Le 28 septembre 2018, la municipalité fusionne avec 6 autres municipalités pour devenir la ville de Three Rivers.

## Histoire
Brudenell Point, où les deux rivières se rencontrent, fut le site colonisé en 1732 par un groupe de Français menés par Jean Pierre Roma. En 1745, la colonie est détruite par des habitants de la Nouvelle-Angleterre. En 1758, l'Île-du-Prince-Édouard est cédée à l'Angleterre.
Cette petite partie de Brudenell est maintenant un site historique national appelé Roma Three Rivers. Avant d'être brulé par les Anglais, dans ses multiples exploits, cette colonie française avait construit plusieurs chemins importants sur l'IPE qui existent toujours aujourd'hui.
Plus tard ces terrains furent rebâtis et ce fut le lieu de naissance d'un des pères de la Confédération, Andrew Archibald MacDonald.
Brudenell (Ry. Sta.) a été inscrit dans les Noms de lieux de l'IPE, 1925. Son statut a été changé pour colonie (Sett.) le 25 avril 1946 (11L/2). Change pour Station sur 1960 Gazetteer. Change pour localité alors qu'elle devient une partie de la Communauté de Brudenel en 1973.